# Vô tinh trùng
Vô tinh trùng (azoospermia) là tình trạng mà nam giới có tinh dịch nhưng lại không có tinh trùng thể hoạt động. Đây là nguyên nhân dẫn đến vô sinh, nhưng có thể điều trị  được. Ở người, vô tinh trùng tác động đến khoảng 1% nam giới và gây nên 10-15% trường hợp vô sinh ở nam (20% ở Canada).

## Phân loại
Vô tinh trùng có thể được phân thành ba loại chính dưới đây. Một số loại thì ở mức độ thiểu tinh (oligospermia) hơn là vô tinh trùng.

### Trước tinh hoàn
Vô tinh trùng trước tinh hoàn là do tinh hoàn và đường sinh dục bình thường về cấu tạo nhưng không được nhận kích tích. Thông thường, nồng độ hormone kích thích nang trứng (FSH) thấp (thiểu năng sinh dục - hypogonadotropic hypogonadism, HH) dẫn đến không đủ kích thích đến tinh hoàn để sản xuất tinh trùng. Có thể bệnh nhân bị suy tuyến yên (vì nhiều nguyên nhân khác nhau), tăng prolactin máu và có chất ức chế FSH ngoại sinh bằng testosterone. Hóa trị có thể ngăn cản sự sinh tinh trùng.  Vô tinh trùng trước tinh hoàn chiếm khoảng 2% trường hợp mắc vô tinh trùng. Vô tinh trùng trước tinh hoàn là loại vô tinh trùng không tắc nghẽn.

### Tinh hoàn
Tinh hoàn của bệnh nhân có sự bất thường, chẳng hạn như teo, vắng mặt tinh hoàn dẫn đến không thể sản xuất tinh trùng. Mức độ FSH có xu hướng tăng (cường năng sinh dục - hypergonadotropic) do vòng feedback bị gián đoạn (không có feedback ức chế FSH). Tình trạng này được thấy ở 49 đến 93% nam giới mắc bệnh vô tinh trùng.
Nguyên nhân gây ra suy tinh hoàn có thể là do bẩm sinh, do di truyền (ví dụ hội chứng Klinefelter), một số trường hợp tinh hoàn lạc chỗ hoặc hội chứng chỉ có tế bào Sertoli, trường hợp nhiễm khuẩn (viêm tinh hoàn) hoặc phẫu thuật (do chấn thương, ung thư), các tia bức xạ, v.v. Các tế bào mast (dưỡng bào) giải phóng các chất trung gian gây viêm, trực tiếp ức chế sự di chuyển của tinh trùng. Vô tinh trùng tinh hoàn là loại vô tinh trùng không tắc nghẽn.

### Sau tinh hoàn
Vô tinh trùng sau tinh hoàn là tinh dịch được sản xuất nhưng không xuất tinh ra được, chiếm 7 đến 51% trường hợp. Nguyên nhân chính là do tắc nghẽn do tác nhân vật lý (vô sinh hoàn tắc nghẽn) đường sinh dục sau tinh hoàn. Lý do phổ biến nhất là thắt ống dẫn tinh được thực hiện để tránh thai.

### Vô căn
Vô tinh trùng vô căn là tình trạng không rõ nguyên nhân đối với bệnh này, có thể là do tuổi tác và cân nặng. Ví dụ, một đánh giá năm 2013 đã đưa ra kết quả rằng thiểu tinh và vô tinh trùng có liên quan đáng kể đến sự thừa cân (tỷ số odds 1.1), béo phì (tỷ số odds 1.3) và béo phì (tỷ số odds 2.0), nhưng nguyên nhân tại sao thì vẫn chưa rõ. Đánh giá cho thấy không có mối liên quan đáng kể giữa thiểu tinh và thiếu cân.

## Di truyền học
Yếu tố di truyền có thể gây ra vô tinh trùng tiền tinh hoàn, tinh hoàn và sau tinh hoàn (hoặc thiểu tinh).  Tần số bất thường nhiễm sắc thể tỷ lệ nghịch với số lượng tinh dịch, do đó trong số nam giới mắc bệnh vô tinh trùng sẽ có nguy cơ mắc bệnh rơi vào 10–15% (các nguồn khác trích dẫn 15–20% ) có bất thường về xét nghiệm nhiễm sắc thể đồ (karyotype), so với tỷ lệ <1% lượng nam gặp bất thường (trong số không mắc vô sinh).
Các yếu tố gây ảnh hưởng gồm:

### BRD7
BRD7 là một protein điều hòa phiên mã, tham gia tích cực trong tinh hoàn. Chuột bị loại bỏ đồng hợp tử [BRD7(-/-)] bị vô sinh và có mức độ chết tế bào và DNA bị tổn thương cao.

### Đa hình gen
Gen nhạy cảm với ung thư vú ở người 2 (BRCA2) được sử dụng trong sửa chữa DNA. Một đa hình đơn nucleotide (single nucleotide polymorphism) trong gen BRCA2 liên quan đến vô sinh nam do vô tinh trùng vô căn.
Bốn gen sửa chữa đứt chuỗi DNA và nhiễm sắc thể (TEX11, TEX15, MLH1 và MLH3) có vai trò chính trong tính toàn vẹn của bộ gen, tái tổ hợp di truyền và phát sinh giao tử. Đa hình trong các gen này được thử nghiệm chứng minh là có liên quan với vô sinh nam. Đa hình đơn nucleotide ở hai trong số các gen nên trên (TEX11 và MLH3) là nguyên nhân vô sinh nam do vô tinh trùng hoặc thiểu tinh.

## Chẩn đoán

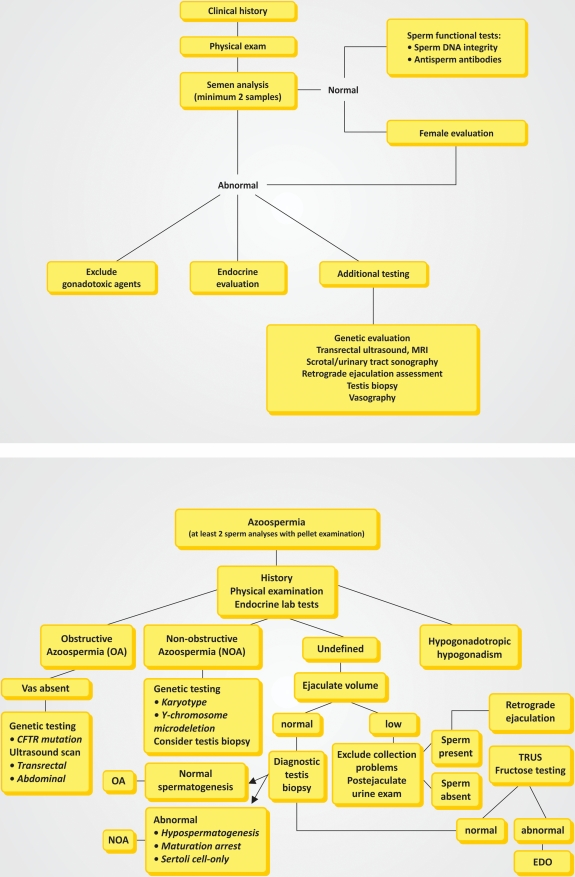
Sơ đồ chẩn đoán vô sinh ở nam giới. Đỉnh: đánh giá ban đầu. Đáy: Chẩn đoán bệnh nhân mắc vô tinh trùng (Azoospermia).

Vô tinh trùng được phát hiện trong quá trình chẩn đoán vô sinh. Cơ sở là đánh giá phân tích tinh dịch hai lần tại hai thời điểm độc lập nhau (mẫu tinh dịch sau khi ly tâm không thấy có tinh trùng dưới kính hiển vi) và một số xét nghiệm nữa.
Điều tra tiền sử, bệnh sử: sức khỏe nói chung, sức khỏe tình dục, khả năng sinh sản trong quá khứ, ham muốn tình dục và hoạt động tình dục. Cần hỏi bệnh nhân liệu đã từng sử dụng liệu pháp y học như hormon/steroid, kháng sinh, thuốc ức chế 5-ASA (sulfasalazine), thuốc chẹn alpha, chất ức chế 5 alpha-reductase, thuốc hóa trị liệu, thuốc trừ sâu, chất kích thức (cần sa, lạm dụng rượu), sự tiếp xúc tinh hoàn với nhiệt độ cao hoặc phẫu thuật can thiệp. Tiền sử gia đình cũng cần được xem xét để tìm kiếm các bất thường di truyền.
Phát hiện sự vắng mặt bẩm sinh của ống dẫn tinh khi khám cơ thể và xác nhận bằng siêu âm qua trực tràng (transrectal ultrasound, TRUS). Siêu âm qua trực tràng có thể đánh giá nguyên nhân vô tinh trùng là do tắc nghẽn, các bất thường liên quan đến tắc nghẽn ống phóng tinh, chẳng hạn như bất thường trong ống dẫn, u tuyến tiền liệt nhằm cắt bỏ. Phân biệt với hiện tượng xuất tinh ngược bằng cách phân tích nước tiểu sau xuất tinh, tìm sự hiện diện của tinh trùng sau khi kiềm hóa và ly tâm.
Nồng độ LH và FSH thấp cùng với nồng độ testosterone thấp hoặc bình thường là dấu hiệu của các vấn đề vô tinh trùng, trong khi nồng độ gonadotropin cao lại cho thấy tinh hoàn có vấn đề. Tuy nhiên, sự phân biệt này không rõ ràng và để phân biệt giữa vô tinh trùng tắc nghẽn và không tắc nghẽn thì cần phải sinh thiết tinh hoàn. Mặt khác, "Ở nam giới vô tinh trùng vẫn có thể tích xuất tinh bình thường, nồng độ huyết thanh FSH lớn gấp hai lần giới hạn trên của phạm vi bình thường là chẩn đoán đáng tin cậy về sinh tinh và khi được phát hiện thì xét nghiệm sinh thiết tinh hoàn chẩn đoán là cần thiết" Không chỉ vậy, nồng độ hormone FSH cực cao (>45 ID/mL) được chứng minh là dấu hiệu của việc chiết xuất tinh trùng ở tinh hoàn thành công.
Huyết thanh ức chế-B yếu chứng tỏ có sự hiện diện của các tế bào tinh trùng trong tinh hoàn, tăng cơ hội mang thai thành công thông qua thao tác chiết xuất tinh trùng trong tinh hoàn (TESE), có độ nhạy 0,65 (khoảng tin cậy 95% [CI]: 0,56–0,74) và độ đặc hiệu là 0,83 (CI: 0,64–0,93).
Các protein huyết tương TEX101 và ECM1 gần đây đã được đề xuất để chẩn đoán phân biệt các loại vô tinh trùng và dự đoán kết quả TESE. Bệnh viện Mount Sinai tại Canada bắt đầu thử nghiệm lâm sàng để kiểm tra giả thuyết này vào năm 2016.
Người ta khuyến cáo rằng suy tuyến yên nguyên phát ở nam giới có thể là do di truyền. Những người đàn ông mắc bệnh vô tinh trùng mà bị suy tinh hoàn được khuyến cáo nên đăng ký xét nghiệm kiểu nhân đồ và xét nghiệm vi mất đoạn nhiễm sắc thể Y (Y-micro-deletion testing).

## Điều trị
Một tiến bộ lớn trong những năm gần đây là sự ra đời của IVF (thụ tinh trong ống nghiệm) và ICSI (tiêm tinh trùng vào bào tương trứng), cho phép thụ tinh thành công ngay cả với tinh trùng chưa trưởng thành hoặc tinh trùng thu được trực tiếp từ mô tinh hoàn. IVF-ICSI cho phép mang thai ở những cặp vợ chồng mà người đàn ông mắc vô tinh trùng, miễn là có thể phục hồi được tinh trùng từ tinh hoàn. Do đó, những nam giới mắc hội chứng Klinefelter không khảm đã có thể sinh con bằng IVF-ICSI.
Ở nam giới bị vô tinh trùng sau tinh hoàn, có một số cách tiếp cận căn bệnh này. Đối với vô tinh trùng do tắc nghẽn thì có thể lựa chọn IVF-ICSI hoặc phẫu thuật để điều trị.